# Групповые отношения
Групповы́е отноше́ния — совокупность социальных связей и взаимодействий между людьми в контексте групп. Под группой понимается совокупность элементов, объединенных чем-то общим. Малые группы, коллективы — люди, объединенные взаимными контактами, связями. Группы могут насчитывать от 2-3 до 20-30 человек. В социальной психологии групповые отношения являются частью групповой динамики.

## Классификация групп

### По принципу и способу образования
- Реальная группа — фактически существующая группа людей с общими целями и задачами.
- Условная группа — номинальная группа людей, объединенная по определенному признаку (пол, возраст, профессия и т. п.).

По признаку отношения личности к нормам группы отдельно выделяют референтную группу.
- Референтная (эталонная) группа — группа людей (реальная или воображаемая), взгляды которых служат образцом для личности.

### По уровню развития межличностных отношений
- Коллектив — это группа людей, которые объединены общей целью
- Конгломерат (диффузная группа) — низшая форма объединения людей. Случайное скопление людей в силу обстоятельств. Развитие общности от конгломерата идет в направлении кооперации.
- Кооперация — группа, отличающаяся реально действующей организационной структурой, межличностные отношения носят деловой характер, такая группа стремится добиться результата в определенной сфере деятельности.
- Ассоциация — группа, в которой взаимоотношения опосредуются только целями, значимыми для личности (друзья, приятели).
- Корпорация — группа людей, объединенная целями внутри группы. Стремится достичь группой цели даже за счет других групп.

## Классификация отношений внутри группы
Феномены межличностных отношений внутри группы включают в себя такие понятия, как:
1. Восприятие человека человеком — перцепция, то есть когда восприятие людьми между друг другом является важной частью общения;
2. Эмоциональное тяготение — проявляется в общегрупповой симпатии друг к другу;
3. Контактная сплоченность — ценностно-ориентированное единство группы людей;
4. Совместимость — наилучшее сочетание человеческих качеств, которое способствую успешному достижению цели;
5. Внутригрупповая внушаемость (бесконфликтное принятие мнения группы) — некритичное отношение к решениям других членов ситуации «группового давления». Так же этот феномен получил наименование — конформность (приспособленчество);
6. Идентификация (уподобление) — человек ставит себя на место другого члена группы, чтобы предположить его внутреннее состояние. Достижение тесной связи с другим человеком или явлением называется эмпатией.

## Методы исследования межличностных отношений в группах

### Социометрический метод
Румынский психолог Джекоб Морено разработал этот метод для оценки межличностных отношений неформального типа. По мнению Морено, все проблемы внутри групп происходят из-за несовпадения микро- и макроструктуры группы. Социометрическая процедура заключается в том, что членам группы предполагается составить приоритетный список своих коллег по группе, с которыми бы они хотели заниматься определенным видом деятельности. Вопросы о виде деятельности называются критериями выбора. На основе ответов на вопросы формируются социограммы, которые наглядно показывают наиболее влиятельных членов группы, взаимные пары и группировки взаимосвязанных лиц, выбирающих друг друга.

### Референтометрический метод
Предназначен для определения в группе референтности (значимости) отдельно взятого члена группы. Эта методика помогает определить статусную структуру группы, ее взаимные предпочтения, сформированные группировки. Метод включает в себя два этапа. На первом этапе с помощью социометрической или референтометрической процедуры выявляется статус каждого члена группы. На втором этапе каждый участник составляет списочные ряды своей группы, упорядоченные по определенным качествам.